# 八幡村 (熊本県玉名郡)
八幡村（やはたむら）は、熊本県の北部、玉名郡にかつてあった村である。

## 歴史
- 1889年4月1日 - 玉名郡野原村、川登村、菰屋村が合併し八幡村が成立。
- 1942年4月1日 - 玉名郡荒尾町、平井村、有明村、府本村と合併し、荒尾市となる。

## 学校
- 八幡国民学校